# コルドバ王国
コルドバ王国（スペイン語：Taifa de Córdoba）は、1031年から1091年にかけてイベリア半島に存在した小国家（タイファ）。コルドバを首都とし、主な王朝はジュフール朝。
1031年に後ウマイヤ朝が瓦解した後、その版図にはタイファと呼ばれるイスラム系の小国家が分立した。その1つであるコルドバ王国は、後ウマイヤ朝の首都であるコルドバを受け継いだものの小国であり、隣国のセビリア王国（アッバード朝）によって1070年に占領され、1091年にはセビリア王国ともどもムラービト朝の軍門に降り、消滅した。
その後、レコンキスタによってイスラム勢力は退潮してゆき、コルドバは1236年6月29日、カスティーリャ王国のフェルナンド3世に征服されることになる。